# Journal of Homosexuality
Journal of Homosexuality es una revista académica revisada por pares publicada por The Haworth Press, Inc. en Nueva York (EE. UU.). La revista es un foro para el estudio de la homosexualidad, tanto en su faceta de práctica sexual como en el de roles de género en sus contextos culturales, históricos y sociales modernos. En otoño de 2005, el Journal of Homosexuality celebraba su 50 volumen. Su primer editor fue Charles Silverstein y el editor a 2005 es John P. De Cecco, profesor emérito de Psicología de la Universidad Estatal de San Francisco.

Además de ser un vehículo para reunir el estudi académico de la homosexualidad y de sostener el creciente número de programas de estudios queer, la revista tiene como propósito «enfrentarse a la homofobia a través del fomento del estudio académico y la diseminación de estudios sólidos.» Los autores son profesionales con una visión abierta y positiva sobre las variaciones sexuales.
Magazines for Libraries